# قره‌بابا
قره‌بابا (به لاتین: Qarababa) یک منطقهٔ مسکونی در جمهوری آرتساخ است که در استان کاشاتاق واقع شده‌است.